# Jan Bárta
Jan Bárta (* 7. Dezember 1984 in Kyjov, Tschechoslowakei) ist ein ehemaliger tschechischer Radrennfahrer.

## Sportliche Laufbahn
Bárta wurde 2003 tschechischer U23-Meister im Straßenrennen. Den ersten Profi-Vertrag erhielt er 2005 beim österreichischen Professional Continental Team Elk Haus-Simplon. 2007 wechselte er zum Team Union RC IVP/RCA Tyrolia; von 2010 bis 2017 fuhr er für das deutsche Team NetApp. 2012 gewann er die Gesamtwertung der Settimana Internazionale sowie das deutsche Rennen Rund um Köln, 2013 die Gesamtwertung von Szlakiem Grodòw Piastowskich.
Ebenfalls 2012 errang Bárta seinen ersten nationalen Elite-Titel im Einzelzeitfahren. Bis zum Karriereende folgten sechs weitere Zeitfahr-Titel, 2013 wurde er zudem Meister im Straßenrennen. Zweimal – 2012 und 2016 – startete Bárta bei Olympischen Spielen. 2012 in London wurde er 75. im Straßenrennen, 2016 in Rio de Janeiro wurde er 15. im Einzelzeitfahren, das Straßenrennen beendete er nicht.
2018 kehrte Bárta in seine Heimat zurück und wurde Mitglied im tschechischen UCI Continental Team Elkov-Kasper. Mit dem Team gelangen ihm noch vier weitere Siege, zwei Etappenerfolge und zweimal der Gewinn der Gesamtwertung, auf der UCI Europe Tour. Zudem gewann er bei den Europaspielen 2019 die Bronzemedaille im Einzelzeitfahren.
Nach der Saison 2023 beendete Bárta im Alter von 39 Jahren seine Karriere als Radrennfahrer.

## Erfolge

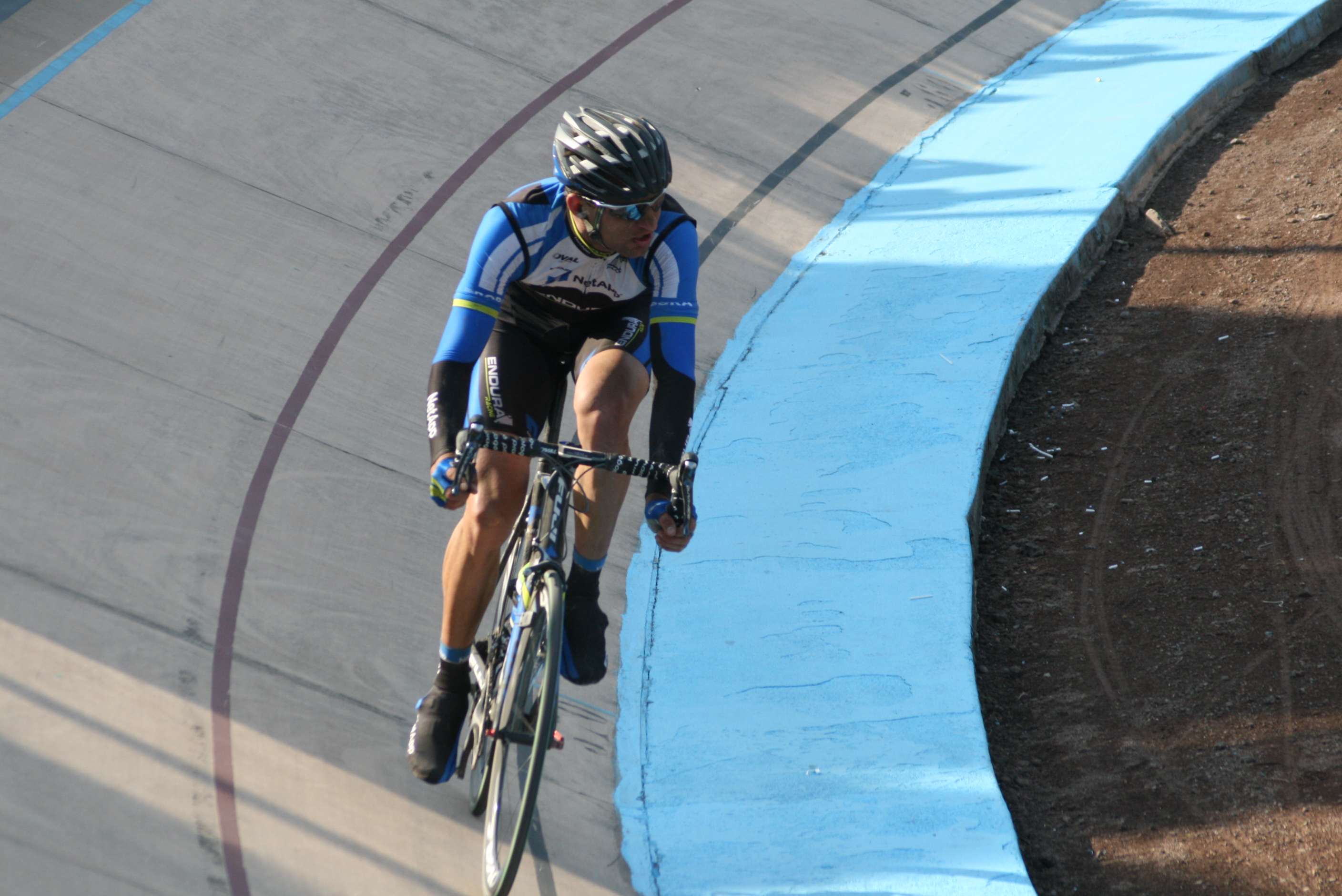
Bárta bei Paris–Roubaix 2013

2003
- Tschechischer Meister – Straßenrennen (U23)

2009
- eine Etappe Österreich-Rundfahrt

2012
- Gesamtwertung, eine Etappe und Mannschaftszeitfahren Settimana Internazionale di Coppi e Bartali
- Rund um Köln
- Tschechischer Meister – Einzelzeitfahren

2013
- eine Etappe und Gesamtwertung Szlakiem Grodów Piastowskich
- Tschechischer Meister – Einzelzeitfahren
- Tschechischer Meister – Straßenrennen

2014
- Tschechischer Meister – Einzelzeitfahren

2015
- Tschechischer Meister – Einzelzeitfahren

2017
- Tschechischer Meister – Einzelzeitfahren

2019
- Gesamtwertung Tour du Loir-et-Cher
- Prolog Tour de Hongrie
- Europaspiele – Einzelzeitfahren
- Tschechischer Meister – Einzelzeitfahren

2021
- Gesamtwertung und eine Etappe Course de la Solidarité Olympique

## Grand-Tour-Platzierungen
| Grand Tour            | 2012 | 2013 | 2014 | 2015 | 2016 | 2017 |
| --------------------- | ---- | ---- | ---- | ---- | ---- | ---- |
| Giro d’ItaliaGiro     | 65   | –    | –    | –    | –    | 127  |
| Tour de FranceTour    | –    | –    | 71   | 25   | 88   | –    |
| Vuelta a EspañaVuelta | –    | 96   | –    | –    | –    | –    |